# Lubachau

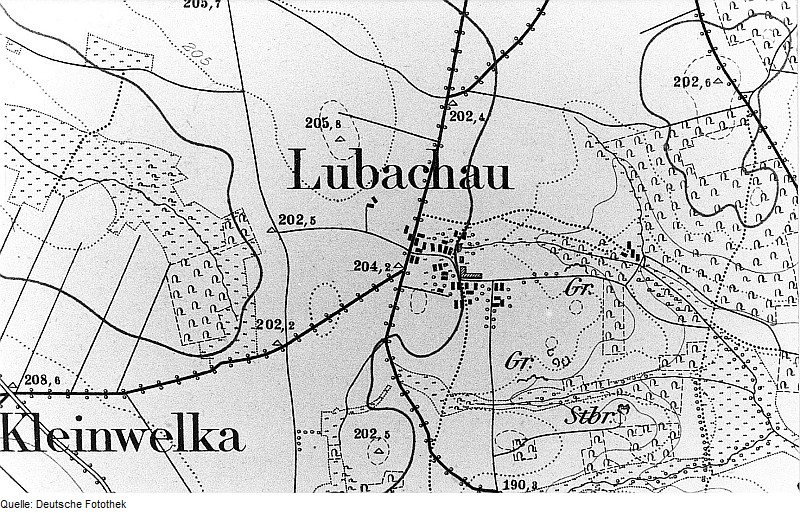
Lubachau auf dem Messtischblatt von 1884

Lubachau, obersorbisch Lubochowⓘ, ist ein Ort im südöstlichen Teil des Landkreises Bautzen in Ostsachsen und gehört seit 1999 zu Bautzen. Der Ort liegt in der Oberlausitz und zählt zum Siedlungsgebiet der Sorben. Seit 2007 ist er  ein Bautzener Ortsteil, vorher war Lubachau Kleinwelka zugeordnet.

## Geografie
Der Rundweiler befindet sich etwa fünf Kilometer nördlich der Bautzener Altstadt am westlichen Rand einer leichten Senke, die zur Talsperre Bautzen hin abfällt. Die nähere Umgebung ist leicht gewellt wird meist landwirtschaftlich genutzt; nur im Osten befindet sich ein kleineres Waldgebiet.
Die Nachbarorte sind Neu-Bornitz und Kronförstchen im Norden, Neu-Malsitz im Südosten, Neu-Teichnitz im Süden und Kleinwelka im Westen.

## Geschichte
Die Siedlung wurde erstmals 1241 als Herrensitz des Hermannus de Lubchow erwähnt. 1510 war die Form Lubacho verzeichnet und 1768 erstmals der heutige Ortsname. Die Grundherrschaft lag im 18. Jahrhundert beim örtlichen Rittergut, das bis 1829 häufig den Besitzer wechselte, bevor es wie Teichnitz an Christian Graf zur Lippe verkauft wurde. 1945 wurde das Gut enteignet.
Bis 1936 bildete Lubachau eine eigenständige Landgemeinde, dann wurde es ins benachbarte Kleinwelka eingemeindet. Dieses wurde 1999 zum Stadtteil der Großen Kreisstadt Bautzen.
Siehe auch: Liste der Kulturdenkmale in Lubachau

## Bevölkerung
Für seine Statistik über die sorbische Bevölkerung in der Oberlausitz ermittelte Arnošt Muka in den achtziger Jahren des 19. Jahrhunderts für den Ort eine Bevölkerungszahl von 104 Einwohnern; davon waren 99 Sorben (95 %) und vier Deutsche. Seit dieser Zeit schwankt die Einwohnerzahl um die Hunderter-Grenze herum.
Im Jahre 1925 waren fast alle Einwohner von Lubachau evangelisch-lutherisch. Der Ort zählt seit 2001 zur Kirchgemeinde St. Michael in Bautzen; vorher gehörte er zur Gemeinde Göda.

## Infrastruktur
Lubachau befindet sich an der Staatsstraße 106 von Kleinwelka nach Milkel. Die nächste Anschlussstelle der A 4 ist Bautzen-West, etwa drei Kilometer südlich. Bis 1999 wurde auf der Bahnstrecke Bautzen–Hoyerswerda, deren Bahnhof Kleinwelka sich westlich des Ortes befindet, Personenverkehr betrieben. 2001 wurde die Strecke endgültig stillgelegt, später auch das Bahnhofsgebäude verkauft und teilweise abgerissen.
Zwischen Lubachau und Kleinwelka befindet sich auch das Industriegebiet Bautzen-Nord und das zentrale Werk von Bautz’ner Senf.